# Mauléon-Barousse
Mauléon-Barousse é uma comuna francesa na região administrativa de Occitânia, no departamento dos Altos Pirenéus. Estende-se por uma área de 5,49 km². Em 2010 a comuna tinha 93 habitantes (densidade: 16,9 hab./km²).